# Living School
Living School est une école maternelle, primaire et secondaire (classe de 6e et 5e créées en 2020) bilingue privée laïque hors contrat, située dans le 19e arrondissement de Paris (93bis, rue Manin), appliquant une pédagogie d'éducation nouvelle centrée sur le savoir-être de l'enfant et fondée par Caroline Sost, également présidente de l'association Savoir-être & éducation,. L'école a été parrainée par Jean-Louis Servan-Schreiber à sa création. L'école qui dit vouloir préparer les enfants au savoir-être, au respect de soi et des autres, a créé un « curriculum sur l’éco-citoyenneté » qu'elle dit absent de l’Éducation nationale.

### Articles de presse
- Article de Kaizen, 24 janvier 2014, « Living School : devenir éco-citoyen »
- Une école très DD article de Metro, 10 mai 2007, voir en ligne
- Living school : à l'école des écocitoyens, article de Juliette Labaronne dans Psychologies magazine